# Antonio Poyatos Medina
Antonio Poyatos Medina (Xerès de la Frontera, 10 de febrer de 1966), conegut futbolísticament com a Poyatos, és un futbolista andalús, retirat.

## Trajectòria
Va iniciar-se en el món del futbol al Xerez CD, l'equip de la seua ciutat natal, al qual es va incorporar el 1985. El 1991 fitxa pel CD Logroñés, amb el qual debuta a la Primera Divisió espanyola el 29 de setembre d'eixe any, davant l'Athletic Club. Eixa temporada es fa un lloc titular al conjunt de La Rioja i disputa 33 partits, amb 4 gols.
S'hi està tres campanyes al Logroñés, on realitza un bon nivell i ajuda a fer que el seu equip assolisca la permanència. La temporada 1993/94 aconsegueix el seu màxim registre golejador a Primera, 8 gols. Aquestes bones xifres fan que el València CF s'hi interesse per ell i el fitxe el 1994, junt als seus companys Oleg Salenko i Romero.
A Mestalla hi està altres tres anys, on és titular els dos primers. Amb el club valencià aconsegueix el subcampionat de Lliga de la 1995/96. Poyatos juga 32 partits i fa 5 gols.
A la temporada 1997/98 fitxa per l'Sporting de Gijón, el pitjor any a Primera del club asturià de la seua història. Va acompanyar al club d'El Molinón en la seua primera campanya a Segona Divisió. Es va retirar el 1999.
Posteriorment, s'ha lligat al club xeresà com a assistent de la direcció esportiva.